# Bande dessinée érotique
 (décembre 2024).
Si vous disposez d'ouvrages ou d'articles de référence ou si vous connaissez des sites web de qualité traitant du thème abordé ici, merci de compléter l'article en donnant les références utiles à sa vérifiabilité et en les liant à la section « Notes et références ».

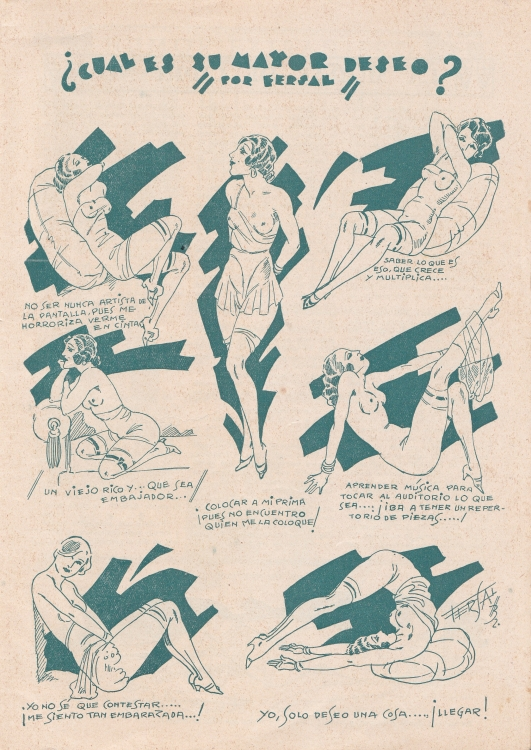
Bande dessinée érotique espagnole de 1932.

La bande dessinée érotique est un genre de bande dessinée consacré à l'érotisme laissant voir des adultes nus sans images à caractère sexuel, contrairement à la pornographie qui propose des images à caractère sexuel . Elle est parfois aussi appelée bande dessinée pour adultes.
Originellement confinée à l'illégalité ou à un érotisme très surveillé, elle se développe vraiment à partir du milieu des années 1960 aux États-Unis (via l'underground) et en France (via des publications luxueuses d'éditeurs d'art). L'affirmation croissante de la liberté d'expression permet son fort développement dans les années suivantes, derrière des auteurs comme Georges Pichard ou Guido Crepax. Elle tend cependant à disparaître en tant que telle au début des années 1980, l'érotisme devenant en Europe partie intégrante d'une grande partie de la production destinée aux adultes, tandis la bande dessinée pornographique prend son essor. C'est également à cette époque que naît vraiment la bande dessinée pornographique au Japon. Avec l'arrivée d'Internet et la pénétration des bandes dessinées asiatiques en Occident, la bande dessinée pornographique connaît un nouvel essor, tout en restant un genre de bande dessinée assez mineur.

## Histoire

### Le passage dans la sphère publique en Occident (années 1960-années 1970)
En France dans les années 1960, la bande dessinée érotique s'illustre au grand jour grâce à une nouvelle héroïne, Barbarella de Jean-Claude Forest, qui mêle la sensualité et la science-fiction. Elle parait tout d'abord par épisodes en 1962 dans V magazine, revue coquine de l'époque qui publiait trimestriellement, humour, photos et nouvelles érotiques. Si cette publication demeure d'abord relativement inaperçue, il n'en est pas de même de l'album publié aux éditions Éric Losfeld en 1964 qui crée l'évènement et le scandale en révélant au public une bande dessinée dépourvue de mièvrerie et réservée aux adultes. Mis en exergue par la presse, le personnage de Barbarella devient ainsi une sorte de symbole de la libération sexuelle en bande dessinée.
À compter de janvier 1970, Georges Pichard crée le personnage de la pulpeuse Paulette dans les pages de la revue Charlie Mensuel dirigée par Georges Wolinski. Cette revue est la première à s'avouer ouvertement destinée aux adultes. D'autres titres suivront : L'Écho des savanes, Fluide glacial, Circus, (A SUIVRE).
Valentina de Guido Crepax (en 1965). Puis elle a élargi son audience grâce aux initiatives de certains journaux comme France-Soir, qui publia Hypocrite de Jean-Claude Forest (1971) ou Blanche Épiphanie de Jacques Lob et Georges Pichard (1976).
Des magazines de BD comme Métal hurlant ou L'Écho des savanes ont contribué à faire connaître de nouveaux auteurs et illustrateurs du genre. Aujourd'hui devenu un genre à part entière, la bande dessinée pour adultes est surtout présente dans des revues spécialisées comme Bédéadult' ou BD X, avec des auteurs phare comme Robert Hugues.
En parallèle sont publiés à partir de 1968 les premiers ouvrages sur la bande dessinée érotique. Ceux-ci, signés Jacques Sadoul, ou Michel Bourgeois s'intéressent avant tout à l'accumulation d'informations, aux typologies, aux symboles, plutôt qu'à l'esthétique même ou à l'histoire du genre.

### Catégorie connexe
- Catégorie:Illustrateur érotique

#### Encyclopédies et dictionnaires
- Jacques Sadoul, L'Enfer des bulles, Jean-Jacques Pauvert, 1968. Réédition augmentée Albin Michel, 1990.
- Alain Beyrand (dir.), L'Encyclo des PFA : encyclopédie des petits formats adultes, coll. « Les Recensements Pressibus » no 4, Pressibus, 1996.
- Henri Filippini et Christian Marmonnier, Encyclopédie de la bande dessinée érotique, La Musardine, 2006. Première édition 1996.
- Tim Pilcher, La BD érotique : Histoire en images, Tabou, deux volumes, 2008-2009.

#### Essais et autres ouvrages
- Michel Bourgeois, Érotisme et pornographie dans la bande dessinée, Glénat, 1978.
- Henri Filippini, Petite histoire de l'érotisme dans la bande dessinée, Yes Company, 1988.
- Yves Frémion et Bernard Joubert, Images interdites, Syros/Alternatives, 1989.
- William LcLean, Contribution à l'étude de l'iconographie populaire de l'érotisme, Maisonneuve et Larose, 1970.
- Joseph-Marie Lo Duca, Manuel des confesseurs et Kraft-Ebing en bandes dessinées : essai sur les obsessions sexuelles à la lumière des bulles contemporaines, Éditions Dominique Leroy, 1982

#### Articles
- Jacques de la Croix, « Éros dans les cases », Les Cahiers de la bande dessinée no 56, Glénat, janvier-février 1984, p. 48-50
- Jacques de Pierpont, « Porno BC-BG », Les Cahiers de la bande dessinée no 56, Glénat, janvier-février 1984, p. 66-67
- « La BD X revit », lexpress.fr, 28 janvier 2010 (en ligne, consulté le 21 avril 2011)
- « BD ÉROTIQUE : LES RECETTES POUR UNE HISTOIRE TRÈS HOT ! », union.fr , 1 juin 2019

##### Principales maison d'édition spécialisées en France
- Depuis 1996, éditions La Musardine
- Depuis 2005, éditions Tabou
- Depuis 2014, éditions GDBM
- Depuis 2016, Murano Publishing